# ちしゃもみ
ちしゃもみとは、広島県周辺及び香川県で作られる郷土料理である。特に高級なごちそうというわけではなく、作り方も簡単な事から、春の惣菜として出される料理である。

## 作り方
1. 新鮮なチシャ（レタスの原種）をよく洗って刻むか、手でちぎる[1]。包丁で切ると切り口が変色するため、注意が必要である[2]。ちぎったチシャを塩揉みした後、絞って水分を切る[2]。
2. 油揚げを焼き、1cm幅の短冊切りにする[1][3]。
3. 1と2を味噌などで和える[1][2][3]。
4. 地域によっては、しらす干し[1]や塩鯖[2]、柚の皮[3]などを合わせる。